# Ben Chaplin
Benedict John Greenwood (Londres, Reino Unido, 31 de julio de 1969), conocido artísticamente como Ben Chaplin, es un actor inglés de cine y televisión. Ha participado en películas como The Truth About Cats and Dogs (1996), La delgada línea roja (1998) o Murder by Numbers (2002).

## Biografía

### Primeros años
Ben Chaplin, con cuatro hermanos, nació en Londres, Reino Unido, hijo de Cynthia (profesora de arte dramático) y Peter Greenwood (ingeniero). Su apellido, Chaplin, proviene del apellido de soltera de su madre. Creció en Windsor, Berkshire, Reino Unido y asistió y cursó sus estudios en la Hurtwood House y en la reputada Guildhall School of Music and Drama.

### Carrera
Ben Chaplin obtuvo su primer papel importante con la comedia The Truth About Cats and Dogs (1996), protagonizada por Janeane Garofalo. Sin embargo su primer gran papel lo obtuvo con la cinta dirigida por Terrence Malick La delgada línea roja (1998), protagonizada por Sean Penn, Jim Caviezel, Adrien Brody o John Cusack y que fue nominada a siete Óscar y siendo respaldada por la crítica. Su último papel relevante en la década de los años 90 fue el thriller Lost Souls (2000), junto a Winona Ryder.
Ya en la década de los años 2000 protagonizó Murder by Numbers (2002), con Sandra Bullock y dirigida por el respetado director Barbet Schroeder. También ha intervenido en cintas como Alta sociedad (2005) en la que aparecían Penélope Cruz o Ralph Fiennes; la fracasada El nuevo mundo (2005) que protagonizó Colin Farrell o Me and Orson Welles (2008) con Zac Efron y que no fue estrenada en cines en numerosos países. Asimismo apareció en la fallida versión de Dorian Gray (2009), al que encarnaba Ben Barnes. En 2010 participó en tres películas, London Boulevard (2010) en la que comparte cartel con Keira Knightley y Colin Farrell; Vivir para siempre (2010) y Owl Song (2010) con Neve Campbell.

## Filmografía
- Filmografía destacada en cine.

| Año  | Película                            |
| ---- | ----------------------------------- |
| 1996 | The Truth About Cats and Dogs       |
| 1998 | La delgada línea roja               |
| 2000 | Lost Souls                          |
| 2001 | Birthday Girl                       |
| 2002 | Murder by Numbers                   |
| 2002 | The Touch                           |
| 2005 | Alta sociedad                       |
| 2005 | El nuevo mundo                      |
| 2007 | The Water Horse: Legend of the Deep |
| 2008 | Me and Orson Welles                 |
| 2009 | Dorian Gray                         |
| 2010 | London Boulevard                    |
| 2010 | Vivir para siempre                  |
| 2010 | Owl Song                            |
| 2011 | Twixt                               |
| 2012 | A world without end                 |
| 2015 | Cenicienta                          |
| 2015 | Little Boy                          |
| 2016 | La leyenda de Tarzán                |
| 2021 | The Dig                             |
| 2025 | September 5                         |